# Angelus Oaks
Angelus Oaks es un área no incorporada ubicada en el condado de San Bernardino en el estado estadounidense de California.

## Geografía
Angelus Oaks se encuentra ubicada en las coordenadas 34°8′45″N 116°58′57″O / 34.14583, -116.98250.